# Даге, Эдуард Вильгельм
Эдуард Вильгельм Даге (нем. Eduard Wilhelm Daege; 10 апреля 1805, Берлин — 6 июня 1883, Берлин) — немецкий художник и администратор.

## Биография
Уроженец Берлина, Даге в 1820 году поступил в прусскую Академию художеств, где учился у Иоганна Готфрида Нидлиха (1766-1837), а затем (в 1823 году) у придворного художника Карла Вильгельма Ваха. С 1832 по 1833 год Даге, совместно с Карлом Эдуардом Бирманом совершил ученическую поездку в Рим и Неаполь.
Эдуард Даге стал членом Академии в 1835 году и, начиная с 1838 года, преподавал там рисунок. В 1840 году он получил звание профессора. Даге участвовал в росписи залов берлинского Нового Музея, принимал участие в других крупных проектах, писал картины. С 1861 по 1874 год он был директором Прусской Академии художеств, и по совместительству директором недавно созданной Национальной галереи.
Многие художники Германии и, особенно, Пруссии,  второй и третьей четверти XIX века, так или иначе, испытали влияние Даге. Среди других его учеников можно назвать Карла Готтфрида Пфанншмидта.

## Галерея

Изобретение живописи, 1832, Старая национальная галерея, Берлин.